# Henrik Stubkjær
Henrik Stubkjær (ur. 1961) – duński duchowny luterański, biskup Ewangelicko-Luterańskiego Kościoła Ludowego Danii, przewodniczący Światowej Federacji Luterańskiej.

## Życiorys
23 listopada 2014 roku został konsekrowany na biskupa Viborgu.
W latach 2016–2019 był przewodniczącym Narodowej Rady Kościołów w Danii. Jest również aktywnym członkiem Towarzystwa Anglikańsko-Luterańskiego.
Podczas 13. Zgromadzenia Ogólnego Światowej Federacji Luterańskiej w Krakowie w 2023 roku został wybrany na przewodniczącego ŚFL. Urząd objął 20 września 2023 zastępując bp Musę Panti Filibusa.